# Draba densifolia
Draba densifolia är en korsblommig växtart som beskrevs av Thomas Nuttall. Draba densifolia ingår i släktet drabor, och familjen korsblommiga växter. Inga underarter finns listade i Catalogue of Life.

## Bildgalleri

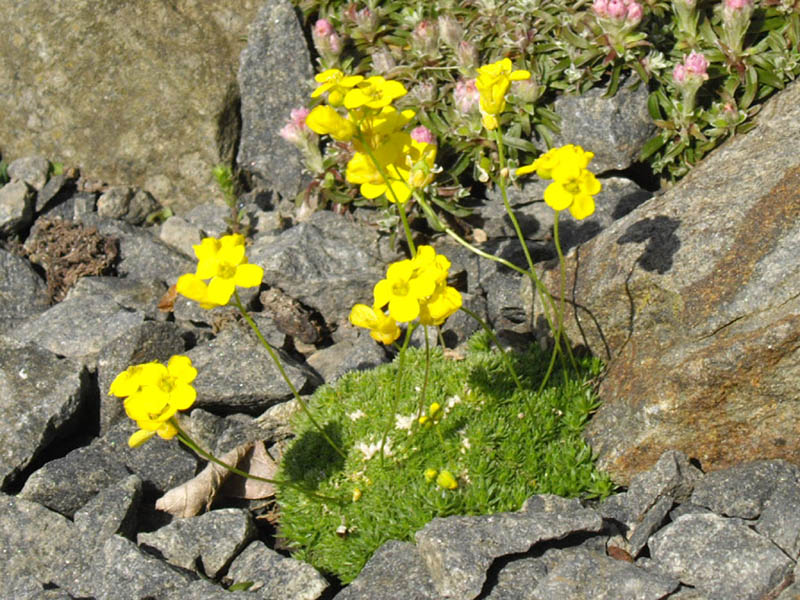
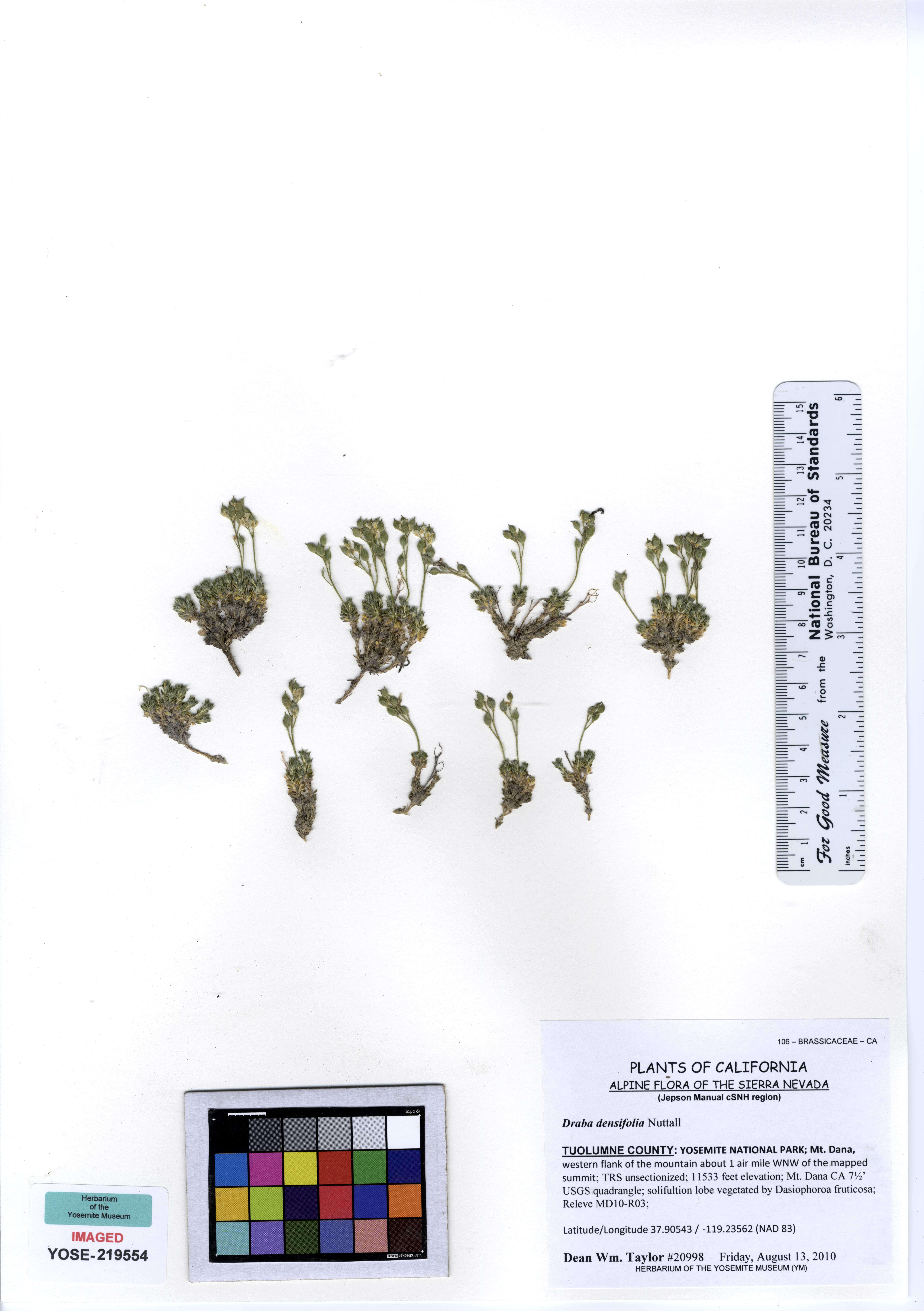